# Doença inflamatória intestinal
Na medicina, doença inflamatória intestinal (DII) é um grupo de condições inflamatórias do cólon e intestino delgado. Os principais tipos de DII são doença de Crohn e colite ulcerativa.

## Formas
As principais formas de DII são doença de Crohn e colite ulcerativa (UC).
Contabilizando para um número menor de casos estão as formas de DII:
- Colite colagenosa
- Colite linfocítica
- Colite isquêmica
- Colite diversion
- Síndrome de Behçet
- Colite infectiva
- Colite indeterminada

## Sintomas e diagnóstico
Embora sejam doenças muito diferentes, apresentam-se com alguns dos seguintes sintomas: dor abdominal, vômitos, diarreia, hematoquezia (sangue nas fezes), perda de peso e diversas queixas associadas como artrite, pioderma gangrenoso e colangite esclerosante primária.
O diagnóstico se dá geralmente através de colonoscopia com biópsia das lesões patológicas.